# Giacomo Marzari
Giacomo (Jacopo) Marzari (Vicenza, ... – ...; fl. XVI secolo) è stato un cronista vicentino del Cinquecento.

## Biografia
Lo storico settecentesco vicentino Paolo Calvi, nella sua "Biblioteca e storia di quegli scrittori così della città come del territorio di Vicenza, che pervennero fino ad ora a notizia del P.A. Angiolgabriello di Santa Maria", parla di tre scrittori cinquecenteschi della famiglia Marzari; dei tre ricordati il più famoso sarebbe stato il terzo, Jacopo, autore de La Historia di Vicenza, del quale però gli storici non hanno saputo tramandare proprio nulla, all'infuori di uno scarso elenco delle sue opere.

## Opere
La historia di Vicenza del sig. Giacomo Marzari fu del sig. Gio. Pietro Nobile Vicentino, diuisa in due libri. Nel primo si tratta della vera origine, fondatione, & denominatione della città; come, & da cui sia stata per tutt'i secoli retta, dominata, tiranneggiata, & afflitta infino alla volontaria ricoueratione sua nel grembo dell'eccelsa venetiana repub. co i fatti, & cose di quella di ricordo più degne, gouerni, giuridittioni, che gode, & altri particolari diuersi d'antichità memorabili. Nel secondo, de' cittadini suoi chiari, & illustri, con la particolar mentione delle virtù, & operationi loro per i lor tempi, mostrandosi di più tutte le antiche famiglie sì estinte, come le viuenti ad hora, con le moderne insieme. Nuouamente posta in luce, con due tauole, una de i nomi de gli huomini, & l'altra delle cose più notabili. Agiontoui, la città, con alcune antichità che in essa si ritrouanno. 
Il più importante tra gli scritti del poco noto Giacomo Marzari è La Historia di Vicenza, edita per la prima volta nel 1591. L’opera, continuando il modello storiografico di Giambattista Pagliarino cui, nel Quattrocento, si deve un’importante storia della città, ambisce a diventare, per usare le parole dell’autore, il vero ritratto non più veduto dell’Historia della comune Patria e dei figliuoli suoi illustri.
La prima edizione del 1591 è priva di illustrazioni, mentre la seconda del 1604 è corredata da cinque xilografie raffiguranti una veduta della città, il ponte di Santo Michiele Arco bellissimo e alcuni monumenti antichi: i resti del teatro Berga, gli acquedoti luntani dui miglia, che portavano l’acque in la Città e il Pozo Antico fatto da la Natura. Mancano gli edifici palladiani cui è legata oggi la fama della città, alcuni dei quali erano ancora in fase di costruzione quando la seconda edizione dell'Historia fu data alle stampe, mentre altri erano già ben connotanti il paesaggio urbano; evidentemente il fascino e il prestigio dell’antichità erano ancora così assoluti da privilegiare i ruderi, pur se modesti.
Altre modeste opere del Marzari furono una nota sulla Grande Cometa del 1577 e due altri libretti: Documenti a Bombardieri (1595) e la Pratica e Teorica Criminale del Canceliere (1593).